# مونتاگو لاو
مونتاگو لاو (انگلیسی: Montagu Love؛ ۱۵ مارس ۱۸۷۷ – ۱۷ مهٔ ۱۹۴۳) یک هنرپیشه اهل بریتانیا بود.

## فیلم‌شناسی
- طلای ساتر
- ماجراهای رابین‌هود
- دام
- جنگ‌های صلیبی
- بولداگ درومند
- زندگی امیل زولا
- الکساندر همیلتون
- بانوی الهی
- شرلوک هولمز و بانگ وحشت
- بوکانیر
- لویدز لندن
- همه اینها به اضافه بهشت
- شاه شاهان
- جزیره اسرارآمیز
- باد
- دن خوان
- شاهزاده و گدا
- کلایو هند
- تنسی جانسون
- فرشته سپید

## مرگ
در ۱۷ مه ۱۹۴۳، لاو در بورلی هیلز، کالیفرنیا در سن ۶۶ سالگی درگذشت.